# Bilkheimer Bach
Der Bilkheimer Bach, auch Schafbach, genannt, ist ein gut eineinhalb Kilometer langer linker und westlicher Zufluss des Walmeroder Baches  im Westerwald.

## Geographie

### Verlauf
Der Bilkheimer Bach entspringt am Nordrand von Bilkheim und auf einer Höhe von  290 m ü. NN.  Er läuft in östlicher Richtung, seiner Hauptfließrichtung, welche er im Wesentlichen bis zur Mündung beibehält, am Nordrand des Ortes entlang, unterquert die K 96, und fließt anschließend durch eine Grünfläche. Nach knapp 400 Metern wird er auf seiner linken Seite durch einen vom Schloss Neuroth kommenden Wiesengraben gespeist. Der Bilkheimer Bach durchfließt nun einen kleinen Wald und wird danach von einem weiteren Zufluss gestärkt. Anschließend durchläuft der noch zwei kleine Teiche und mündet schließlich auf einer Höhe von 225 m ü. NN in den Walmeroder Bach.

### Flusssystem Elbbach
- Fließgewässer im Flusssystem Elbbach